# Tredouxite
La tredouxite (simbolo IMA: Tdx) è un rarissimo minerale del gruppo della byströmite; appartiene alla famiglia degli "ossidi e idrossidi" e possiede composizione chimica NiSb2O6.
La tredouxite è isostrutturale della byströmite, di cui è anche l'analogo del nichel.

## Etimologia e storia
La tredouxite prende il nome in onore di Marian Tredoux (1952 - 2019), professoressa presso il Dipartimento di Geologia dell'Università dello Stato libero di Bloemfontein (Sud Africa) per il suo lavoro sulla località tipo del minerale, il giacimento di ossido di nichel di Bon Accord nella cintura di rocce verdi di Barberton.

## Classificazione
Essendo stata approvata dall'Associazione Mineralogica Internazionale (IMA) nel 2017, la tredouxite non compare nella classica nona edizione della sistematica dei minerali di Strunz, aggiornata dall'IMA fino al 2009.
La tredouxite fa la sua comparsa nell'edizione successiva, proseguita dal database "mindat.org" e chiamata Classificazione Strunz-mindat. Qui il minerale si trova nella classe "4. Ossidi (idrossidi, V[5,6] vanadati, arseniti, antimoniti, bismutiti, solfiti, seleniti, telluriti, iodati)" e da l' nella sottoclasse "4.D Metallo:Ossigeno = 1:2 e simili"; questa viene più finemente suddivisa in base alle dimensioni dei cationi coinvolti e alla struttura del minerale, in modo tale da trovare la tredouxite nella sezione "4.DB Con cationi di media dimensione; catene di ottaedri che condividono uno spigolo" dove forma il sistema nº 4.DB.10 insieme a byströmite, ordoñezite, tapiolite-(Mn) e tapiolite-(Fe).
Nella Sistematica dei lapis (Lapis-Systematik) di Stefan Weiß la tredouxite si trova nella classe degli "ossidi" e nella sottoclasse degli "ossidi con rapporto metallo:ossigeno = 1:2 (MO2 e composti correlati)"; qui forma il "gruppo della tapiolite" insieme a tapiolite-(Fe), tapiolite-(Mn), byströmite e ordoñezite con il numero di sistema IV/D.04.

## Abito cristallino
La tredouxite cristallizza nel sistema tetragonale nel gruppo spaziale P42/mnm (gruppo nº 136) con i parametri di cella a = 4,6324(5) Å e c = 9,2154(8) Å, oltre ad avere 2 unità di formula per cella unitaria.

## Origine e giacitura
La tredouxite è stata trovata in un giacimento di nichel podiforme in rocce ultramafiche alterate. La paragenesi è con bottinoite e trevorite.
Il minerale è stato trovato solo nella sua località tipo, il deposito di nichel "Bon Accord" (25.67314°S 31.16952°E) nei pressi di Barberton (Sudafrica).

## Forma in cui si presenta in natura
La tredouxite forma grani irregolari con dimensioni fino a 500 μm; ha lucentezza semi metallica e colore grigio chiaro, così come è grigio anche il colore del suo striscio sulla mattonella di prova.